# 베르크하인
베르크하인(독일어: Berghain)은 독일 베를린 프리드리히스하인크로이츠베르크구 프리드리히스하인에 있는 나이트클럽이다. 베를린 동역과 도보로 가까이 위치한다. 2004년 친구 사이인 노르베르트 토르만과 미하엘 토이펠레가 설립하였다. 세계에서 가장 유명한 클럽 중 하나이며, "테크노의 세계 수도"라고 불린다.

## 나이트클럽
클럽의 메인 룸은 테크노에 초점을 맞추고 있으며, 2층에는 하우스 음악을 선보이는 작은 공간인 파노라마 바가 있다.